# 瓦拉卡約克山
9°39′55″S 77°13′30″W / 9.66528°S 77.22500°W
瓦拉卡約克山（Waraqayuq），是秘魯的山峰，位於該國北部安卡什大區的瓦里省，屬於安第斯山脈中布蘭卡山脈的一部分，海拔高度約4,600米。